# Vania Beccaria
Vania Beccaria (Cuneo, 24 luglio 1973) è un'ex pallavolista italiana, di ruolo opposto.

## Carriera

### Club
La carriera di Vania Beccaria inizia nel 1985 nelle giovanili della Libertas Cuneo, venendo promossa in prima squadra nel 1989, con cui disputa in tre annate di permanenza la Serie C2, la Serie C1 e, nella stagione 1991-92, la Serie B1.
Nella stagione 1992-93 esordisce in Serie A1 grazie all'ingaggio da parte del San Lazzaro, club con il quale milita in Serie A2 nella stagione successiva a causa della retrocessione. Nell'annata 1994-95 ritorna nella massima divisione vestendo la maglia del Matera, con cui si aggiudica la Coppa Italia 1994-95, lo scudetto 1994-95 e la Coppa dei Campioni 1995-96, dove viene premiata come MVP.
Nella stagione 1997-98 passa alla Romanelli, per poi vestire nell'annata 1998-99 la maglia dell'Olimpia Ravenna, nell'annata 2000-01 quella del Palermo e per il campionato 2001-02 quella di Reggio Emilia; nella stagione 2002-03 torna nuovamente all'Olimpia Ravenna, sempre in Serie A1.
Nella stagione 2004-05 difende i colori del River, in Serie A2, stessa categoria dove milita nell'annata 2005-06 con il Sassuolo e quella 2006-07 con la Brunelli. Per il campionato 2007-08 ritorna in Serie A1 firmando per il Forlì, mentre nella stagione successiva si accasa alla Life Milano, in Serie A2; nell'annata 2009-10 gioca per il Donoratico, anche se a campionato in corso passa al Loreto, sempre in serie cadetta: al termine della stagione annuncia il suo ritiro dall'attività agonistica.

### Nazionale
Nel 1992 viene convocata nella nazionale italiana under 19 con cui vince il bronzo al campionato europeo.
Nel 1993 ottiene le prime convocazioni nella nazionale italiana; nel 1999 si aggiudica il bronzo al campionato europeo, seguito dall'argento nell'edizione 2001, anno in cui veste per le ultime volte la maglia azzurra, realizzando un totale di 172 presenze.

## Palmarès

### Club
- Campionato italiano: 1

1994-95
- Coppa Italia: 1

1994-95
- Coppa dei Campioni: 1

1995-96

### Nazionale (competizioni minori)
- Campionato europeo femminile under 19 1992
- Montreux Volley Masters 1999

### Premi individuali
- 1996 - Coppa dei Campioni: MVP